# Mensajero

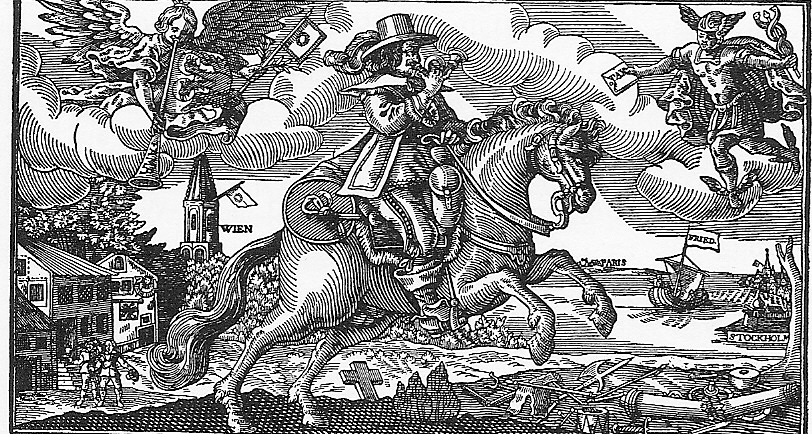
Imagen donde se puede ver un "estafeta" en acción, grabado en cobre de 1648

El mensajero, recadero, correo, emisario o heraldo es aquella persona que lleva un mensaje, recado, despacho o noticia a alguien. Desde hace siglos era la persona que tenía por oficio llevar la correspondencia epistolar, «a pie» o «a caballo», utilizando (o no) las postas situadas en los caminos (separadas una de otra entre dos y tres leguas (británicas, es decir, entre 10 y 15 km), para facilitar que los mensajeros u otros viajeros tuvieran caballos de refresco, para ir con toda diligencia de un lugar a otro, incluso entre países diferentes).
Hoy en día se entiende por «estafeta» (que antes era el mensajero) la casa o lugar donde se reciben y dan las cartas, y por «posta» la casa o lugar donde están las postas.
Los mensajeros tenían como misión hacer pasar de unos puntos a otros los pliegos y cartas del gobierno y los particulares a cambio de cierto precio correspondiente con las distancias y al cuidado que exigía tan importante servicio.[cita requerida]
El correo no solo era un empleado del gobierno, sino que estaba sujeto a temas de jurisdicción civil y criminal en sus propios tribunales especializados, es decir, en las provincias por medio de subdelegados que conocían en primera instancia las causas relativas al ramo y los empleados del mismo, y en la corte, por medio de una junta suprema que entendía en grado de apelación de las causas que se le llevaban de las subdelegaciones.[cita requerida]
A los correos o mensajeros  (así como los conductores y postillones) que iban de oficio, se les permitía llevar cualquier tipo de arma prohibida y no podían ser detenidos por las justicias por motivo de deuda, ni siquiera de cualquier delito, a no ser que este fuera digno de pena corporal.[cita requerida]
En caso de detención, si no había en el pueblo ningún administrador de posta que realizara los nombramientos, la justicia nombraba sin dilación otro correo que sirviera en lugar del detenido, e instruir en el plazo de veinticuatro horas las primeras diligencias que remitían al reo al juez competente. Podían ser detenidos, pero tenía que ser en casos de sospecha fundamentada.[cita requerida]
El hecho de que el mensajero sea reconocido fácilmente sirve para legitimar los privilegios que tenían (en los caminos, transporte, apoyo). Por ello  estaban dotados de determinadas insignias. El heraldo llevaba una determinada vestimenta y un bastón de herrero. En Alemania, los mensajeros de Werl llevaban una insignia con el escudo de la ciudad en el pecho.  Más tarde, los carteros y los mensajeros aparecen uniformados, reconocibles acústicamente por una señal de bocina. La fiabilidad del mensajero es un requisito previo para su idoneidad.

## Mitología
En la mitología hay animales que aparecen como mensajeros. En la mitología hebrea, el cuervo y la paloma eran considerados transmisores del nivel de agua del Diluvio.
La mitología griega conoce al dios olímpico mensajero Hermes.Se le solía representar con un sombrero de ala ancha para protegerse de la lluvia y el sol o de un gorro alado. Hermes  actúa como un vínculo entre Olimpo y la Tierra y a veces causa mayor inquietud (Pan). Su contraparte femenina es Iris, cuyo atributo del arcoíris ilustra la función puente del mensajero.
Equipados con el símbolo de mensajero con las alas, los ángeles  aparecen en numerosas culturas.

## Historia

### Antes de la era industrial

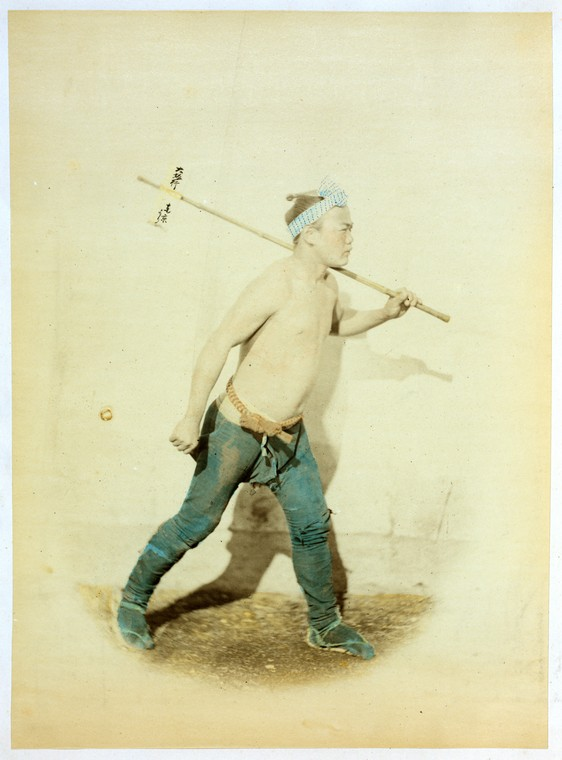
Un hikyaku (mensajero o cartero), Japón, impresión a la albúmina coloreada a mano por Felice Beato, entre 1863 y 1877.

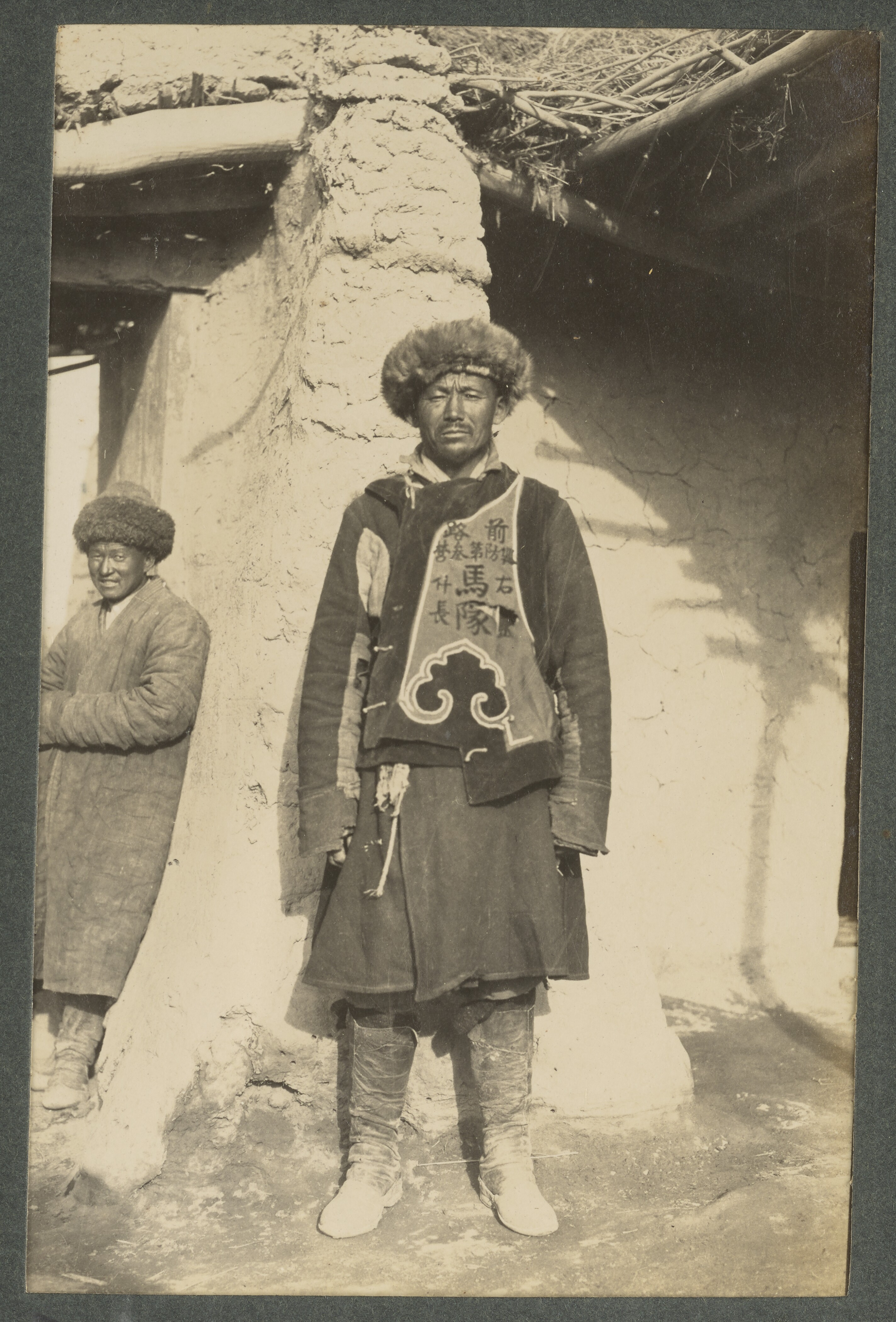
Un Ya-Yieh o corredor Yamen en China Occidental, 1915.

En la historia antigua, los mensajes se entregaban en mano utilizando diversos métodos, como corredores, palomas mensajeras y jinetes a caballo. Antes de la introducción de los servicios de mensajería mecanizados, los mensajeros a pie corrían físicamente kilómetros hasta sus destinos. Jenofonte atribuyó el primer uso de los mensajeros al príncipe Persa. [cita requerida]
La historiografía dice que un mensajero griego corrió 42 km (26 millas) desde Maratón hasta Atenas para llevar la noticia de la victoria griega sobre los persas en la batalla de Maratón en el año 490 a. C. La carrera olímpica de larga distancia conocida como maratón debe su nombre a esa otra.

#### Ezequías
El rey de Judá, Ezequías, data de entre el 200 y el 400 a. C., donde varios mensajeros llevaban cartas por toda la tierra de Judá e Israel (cf. 2 Crón 30 RV, Libro Crónicas de la Biblia versión Reina-Valera).

#### Anabasiil
A partir de la época de Augusto, los antiguos griegos y romanos hicieron uso de una clase de mensajeros montados en caballos y carros llamados anabasii para llevar rápidamente mensajes y órdenes a largas distancias. La palabra anabasii viene del griego αναβασις (adscensus, "montaje"). Fueron contemporáneos de los hemeredromi griegos, que llevaban sus mensajes a pie.
En la Britania romana, Rufino hizo uso de los anabasii, como se documenta en las memorias de San Jerónimo (adv. Ruffinum, l. 3. c. 1.): "Idcircone Cereales et Anabasii tui per diversas provincias cucurrerunt, ut laudes meas legerent?" ("¿Es por eso que tus Cereales y Anabasii circularon por muchas provincias, para que leyeran mis alabanzas?")

#### Chasqui

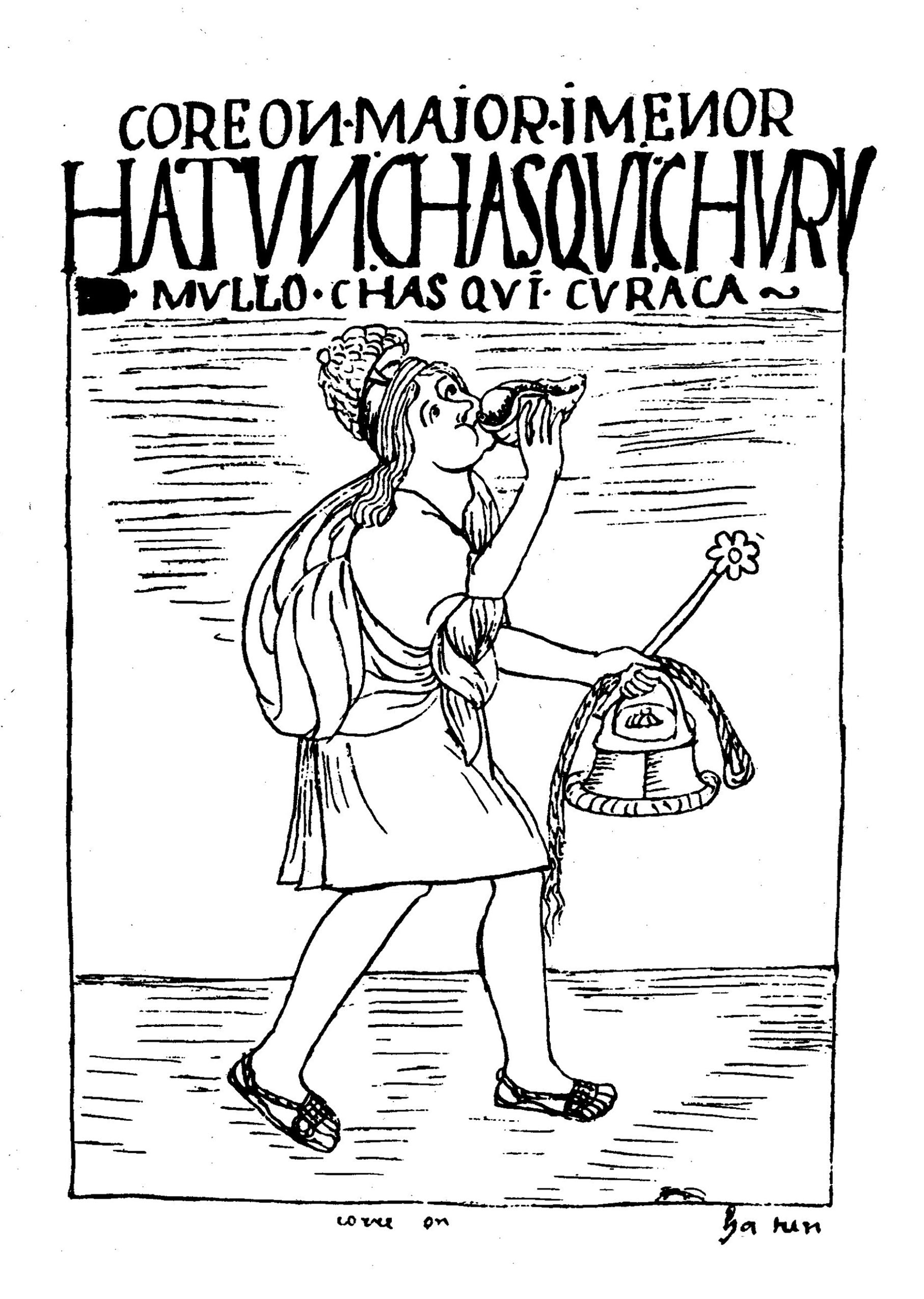
Representación de un chasqui haciendo sonar su pututu. en el libro "Primer nueva corónica y buen gobierno" de Felipe Guaman Poma de Ayala (1616).

El chasqui (quechua: chasqui (postillón o también correo, persona de relevo) era un corredor joven que llevaba un mensaje o recado en el sistema de correos del imperio incaico Tahuantinsuyo, desplazándose a la carrera de una posta a la inmediata siguiente. Era el mensajero personal del soberano Inca, que utilizaba un sistema de postas para entregar mensajes u objetos.

### Edad Media
En la Edad Media, las cortes reales mantenían sus propios mensajeros, a los que se pagaba poco más que a los trabajadores comunes.

### Mensajeros durante la guerra
Aunque los teléfonos de campaña se utilizaron ampliamente por primera vez durante la Primera Guerra Mundial (1914-18), dependían de líneas telefónicas de alambre de cobre, que a menudo estaban dañadas o eran poco fiables, o simplemente no estaban disponibles a medida que avanzaban las tropas. Existía la tecnología de radio, pero en general se consideraba demasiado insegura para su uso en primera línea. La mayoría de los ejércitos siguieron haciendo un uso extensivo de los corredores durante toda la guerra.[cita requerida]
Los corredores iban ligeramente equipados, sólo con un arma de mano, cantimplora y una mochila ligera.
En campos de batalla dominados por armas automáticas y guerra de trincheras, así como el primer uso generalizado de artillería y ataques aéreos, los corredores se enfrentaban a uno de los trabajos más peligrosos, ya que tenían que abandonar la relativa seguridad de un refugio, y llevar mensajes a otras posiciones. Por las mismas razones, los oficiales no podían estar seguros de que su mensaje había sido entregado hasta que un corredor regresaba a su unidad. Los corredores eran frecuentemente condecorados por su valentía. Adolf Hitler, que fue corredor en el Ejército de Baviera durante la Primera Guerra Mundial, fue herido dos veces y recibió tanto la Cruz de Hierro de primera clase como la de segunda clase durante la guerra.
Jugaron un papel importante en la Segunda Guerra Mundial, tanto en el mundo como en Yugoslavia.  El correo ilegal (partidista o mensajero del partido) fue un tipo especial de enlace en las filas del movimiento partidista durante la Segunda Guerra Mundial a través del cual, hasta mediados de 1943, cuando el Ejército Popular de Liberación quedó mejor equipado gracias a la ayuda de los aliados, estuvo casi exclusivamente al mando en las filas de Liberación Popular Ejército y destacamentos partisanos de Yugoslavia. Los correos eran el vínculo entre todos los órganos existentes dentro del movimiento partidista. Debido a la importancia de los mensajes que transmitían, se elegían correos o aquellos a quienes el enemigo difícilmente podía creer que se les confiaran tareas de extrema importancia, como niños o personas excepcionalmente hábiles y capaces que, por regla general, debían ser muy Leal al Partido y al Movimiento.
El correo tenía que arreglárselas en todas las situaciones, tanto en territorio libre como en territorio ocupado. Para transmitir un mensaje que pudiera ser escrito o hablado, los mensajeros utilizaban todos los medios de transporte disponibles, desplazándose a menudo a pie en zonas remotas e inaccesibles. La entrega del mensaje fue precedida por una verificación del sistema de contraseñas en el llamado "correos" o puntos. Hacer una llamada de mensajería era una de las tareas más difíciles en las filas del ejército partidista, porque, aunque fuera en segundo plano, estaba asociada con una exposición constante al riesgo de arresto, tortura y muerte. Es por eso que la llamada del correo, tanto durante como después de la guerra, a menudo se apostrofa como la que se asocia con los mayores peligros. Después de 1945, la memoria tanto de las víctimas como de los correos supervivientes tuvo un lugar especial en diversas ocasiones festivas y especiales en las que se evocaban recuerdos de la lucha y el sufrimiento de la Segunda Guerra Mundial. 
Originalmente llamado recadero y mandadero, este oficio comenzó a llamarse office boy.

## El portador de malas noticias
La primera mención de un mensajero castigado se encuentra en Pausanias II.26:2-8.
El patrón de comportamiento de responsabilizar al portador de malas noticias por la causa de las mismas se ha observado a menudo en la historia. También se pueden encontrar ejemplos de esto en mitos y cuentos centenarios que se remontan a la época de los antiguos griegos.
Apolo conoció a Coronis, hija del rey Flegias de Orchomenus, mientras se bañaba en el lago Boibeis en Tesalia. Se enamoró de ella. Como ella estaba esperando un hijo de él, Apolo envió un hermoso pájaro cantor blanco para protegerla. Coronis se volvió infiel a Apolo y lo traicionó con el mortal Isquis, hijo de Elatos. El pájaro inmediatamente informó de esto a su amo. Apolo se enojó y castigó al portador de esta mala noticia. Cambió el color del pájaro a negro, condenó al pobre animal a croar en lugar de cantar, y en adelante presagiar una muerte inminente. Desde entonces, esta ave también lleva el nombre de los infieles: Corvus corone corone – el cuervo carroñero.

## Estafeta de correos
En otro tiempo se entendía por estafeta, palabra que derivó del italiano  Staffa , un correo que llevaba un único paquete o mensaje de un lugar a otro (caminando o a caballo) con una escolta de dos guías o conductores que confirmaban la importancia del envío. Posteriormente, el estafeta corría la misma acometida a través de los caminos pero sin estos dos guías. El estafeta era más o menos un correo: menos que un correo, porque este estaba encargado de varios despachos y más que un correo, el estafeta tenía la misión de llevar oficialmente una única noticia, pero era una noticia de alta importancia. Hoy en día, una estafeta es el establecimiento donde se depositan las cartas para su envío y se recogen las recibidas.[cita requerida]

## Movilidad en elsigloXXI

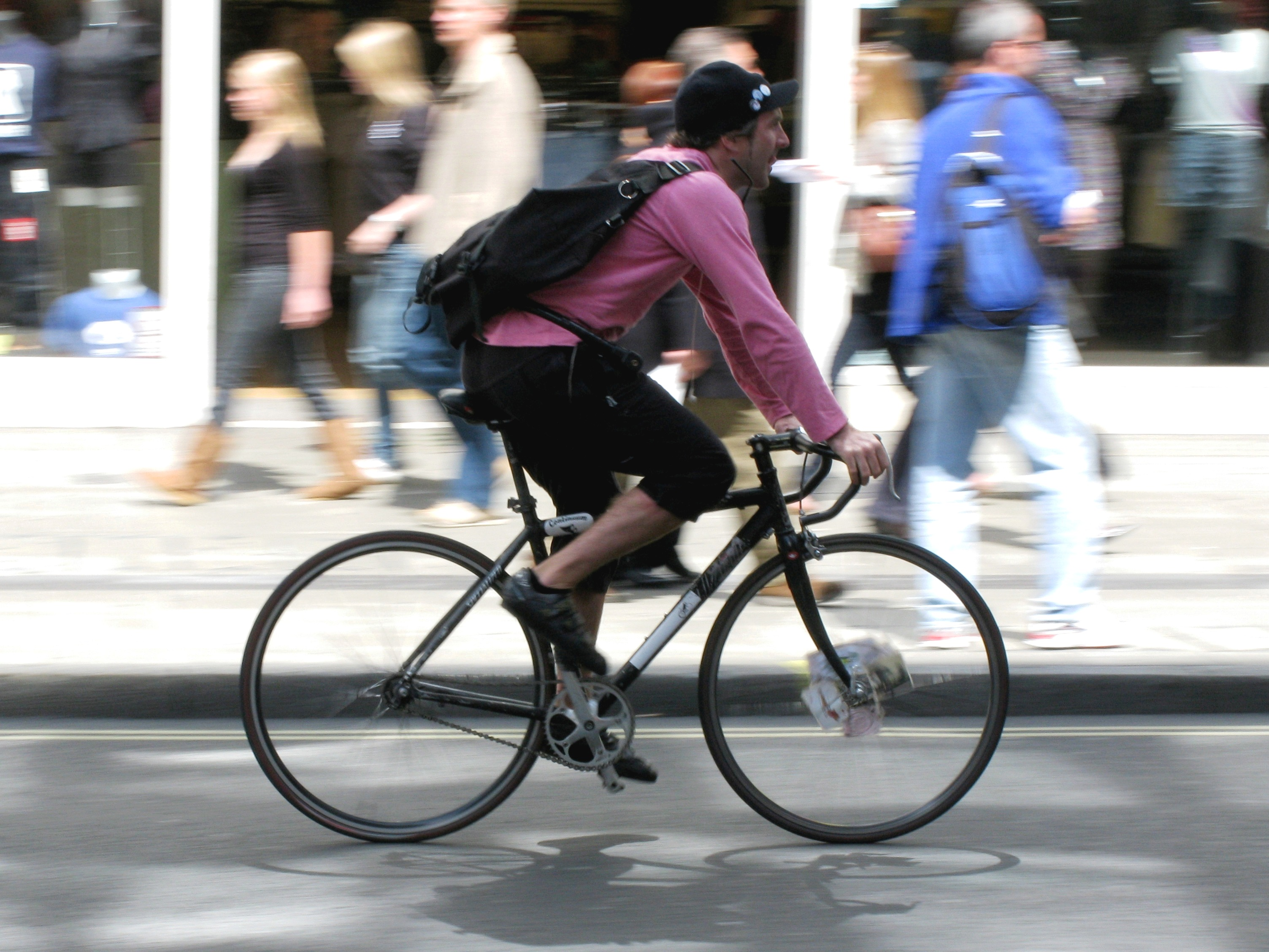
Un mensajero en Londres usando una bicicleta.

Los mensajeros en el siglo XXI generalmente usan en las ciudades populosas vehículos de dos ruedas para el correo y paquetes pequeños. En Nueva York, por ejemplo, los mensajeros utilizan bicicletas, en París principalmente scooters, aunque Francia cuenta con más de 10.000 mensajeros en bicicleta, especialmente en el sector de la entrega de alimentos 1 [cita requerida] . Las furgonetas se utilizan para mercancías más pesadas o voluminosas. En el caso de los vehículos de dos ruedas, esta profesión está muy expuesta a las condiciones externas (clima, tráfico, medio ambiente).
En Francia, la legislación obliga desde 2007 a que la empresa suministre el vehículo (dos o cuatro ruedas) (la empresa es propietaria del vehículo), pero el trabajador puede optar por suministrar su propio vehículo. En este último caso, el trabajador deberá estar asegurado para su uso profesional y asumir todos los gastos del vehículo. Por ello, recibe una bonificación por kilometraje calculada sobre las distancias recorridas para las necesidades de los viajes realizados (y el tiempo que está a disposición de su empleador). Esta bonificación está sujeta a una escala publicada por las autoridades fiscales y actualizada cada año.

## Servicio exprés
Un servicio exprés transporta mercancías a través de un sofisticado sistema de transporte basado en ' transbordo '. Se basa en los famosos servicios de retransmisión, que hace muchos siglos permitieron transmitir mensajes a grandes distancias en un tiempo relativamente muy corto cambiando de mensajero (humano), caballo o diligencia por el camino. Todos los días, las mercancías se recogen en una región y se transportan a un punto de transferencia central en la región. Por la noche, estas mercancías se clasifican y transportan a puntos de transbordo en otras regiones o incluso en otros países. Desde allí, se transportan de nuevo a través de los "radios" a las direcciones de entrega. Empresas como DHL, TNT , FedEx y UPS han puesto este modo de transporte en el mapa internacional. Por razones mercadotécnicas, los términos "mensajero" y "repartidor" en ocasiones se utilizan incorrectamente, pues solo se aplican al transporte 'puerta a puerta' sin punto(s) de transferencia. Las redes locales de servicios de mensajería y empresas de transporte colaboradoras también ofrecen servicios exprés sistematizados (transporte nocturno) además de servicios de mensajería (transporte diurno).
Los servicios de mensajería se distinguen de los servicios postales ordinarios por características como la velocidad, la seguridad, el seguimiento, la firma, la especialización e individualización de los servicios exprés y los plazos de entrega rápidos, que son opcionales para la mayoría de los servicios postales cotidianos. Como servicio prémium, los servicios de mensajería suelen ser más caros que los servicios postales estándar y su uso normalmente se limita a paquetes en los que una o más de estas características se consideran lo suficientemente importantes como para justificar el coste.
Los servicios de mensajería operan en todas las escalas, desde dentro de ciudades o pueblos específicos hasta servicios regionales, nacionales y globales. 
Los servicios de mensajería que utilizan software de mensajería proporcionan prueba electrónica de entrega y detalles de seguimiento electrónicos.
Las empresas que operan con un método de inventario «justo a tiempo» suelen utilizar mensajeros a bordo (OBC). Los mensajeros a bordo son personas que pueden viajar en cualquier momento a cualquier parte del mundo, normalmente en aerolíneas comerciales. Si bien este tipo de servicio es el segundo más costoso (los vuelos chárter en la aviación general son mucho más caros), las empresas analizan el coste del servicio para contratar un mensajero a bordo frente al «coste» que supondría que el producto no llegase en un tiempo determinado como por ejemplo una parada de la línea de montaje, una presentación judicial inoportuna, pérdida de ventas por productos o componentes que no cumplan con la fecha límite de entrega, pérdida de vidas por un trasplante de órgano retrasado, etcétera.